# Latin-amerikai és Karibi Államok Közössége
A Latin-amerikai és Karibi Államok Közössége (CELAC), (spanyolul Comunidad de Estados Latinoamericanos y Caribeños, portugálul Comunidade dos Estados Latino-Americanos e Caribenhos, franciául Communauté des États Latino-américains et Caribéens) egy a Riói Csoport és a CALC, azaz a Cumbre de América Latina y del Caribe, magyarul Latin-amerikai és Karibi Csúcs utódjaként létrejött regionális kormányközi szervezet. Célja a latin-amerikai országok integrációjának és fejlődésének előmozdítása.
A CELAC-ot 2010. február 23-án a Latin-amerikai és Karibi Csúcs az Integrációért és Fejlődésért ülésén hozták létre a Mexikó Quintana Roo tagállamában lévő Playa del Carmenben. A CELAC első csúcstalálkozóját 2011. december 2-án és 3-án tartották Venezuela fővárosában, Caracasban. A Caracasi Deklarációban kihirdették a közösség hivatalos megalakulását és a tagországok integrációját tűzték ki célul a gazdasági válság ellen.
A CELAC-ban társuló országok összlakossága több mint 590 millió fő, területe pedig meghaladja a 20 millió négyzetkilométert.

## Nyilatkozat
A csúcsértekezleten részt vevő 33 kormányfő (mivel egyes országokban a Nemzetközösség feje az államfő) úgy döntött, hogy megalapítják a Latin-amerikai és Karibi Államok Közösségét, mint „sajátos regionális térséget, mely egyesít minden államot. A Riói Csoport és a CALC találkozói a továbbiakban ezen az egységes fórumon jönnek létre, összhangban a két mechanizmus időrendjével; a korábbi megállapodásoknak megfelelően megtartják a 2011-ben Venezuelában és 2012-ben Chilében tervezett csúcstalálkozókat”, fejtette ki Mexikó elnöke, Felipe Calderón Hinojosa.
Amennyiben a Latin-amerikai és Karibi Államok Közösségének alkotmányozási folyamata nem fejeződik be, fenn kell tartani egy egységes fórumot, amelyen a térség valamennyi országa részt vesz, hogy így biztosítsák a Riói Csoport és a CALC tagjai számára mandátumuk megtartását.
2023-ban az ENSZ Dekolonizációs Bizottsága konszenzussal jóváhagyta az új határozatot, amely elismeri Puerto Rico elidegeníthetetlen jogát az önrendelkezéshez és a függetlenséghez, és sürgeti az Egyesült Államok kormányát, hogy tegye lehetővé a puerto ricóiak számára politikai jövőjük meghatározását.

## Tagállamok

A CELAC tagországok és gazdasági övezeteik

| Zászló                                | Tagállam                                  | Lélekszám   | Terület (km²)  | Felségterület (km²) | Kontinentális talapzat (km²) | Főváros/ok                     |
| ------------------------------------- | ----------------------------------------- | ----------- | -------------- | ------------------- | ---------------------------- | ------------------------------ |
| Antigua_és_Barbuda                    | Antigua és Barbuda                        | 87 883      | 443            | 110 089             | 4 128                        | Saint John                     |
| Argentína                             | Argentin Köztársaság                      | 41 191 359  | 2 780 400      | 1 084 386           | 856 346                      | Buenos Aires                   |
| Bahama-szigetek                       | Bahamai Közösség                          | 301 790     | 13 940         | 654 715             | 106 323                      | Nassau                         |
| Barbados                              | Barbados                                  | 279 912     | 431            | 186 898             | 426                          | Bridgetown                     |
| Belize                                | Belize                                    | 372 000     | 22 966         | 35 351              | 13 178                       | Belmopan                       |
| Bolívia                               | Bolíviai Többnemzetiségű Állam            | 10 426 160  | 1 098 581      |                     |                              | Sucre és La Paz                |
| Brazília                              | Brazil Szövetségi Köztársaság             | 190 732 694 | 8 514 877      | 3 660 955           | 774 563                      | Brazíliaváros                  |
| Chile                                 | Chilei Köztársaság                        | 17 094 275  | 756 102        | 3 681 989           | 252 947                      | Santiago de Chile              |
| Costa Rica                            | Costa Rica-i Köztársaság                  | 4 579 000   | 51 100         | 574 725             | 19 585                       | San José                       |
| Dominikai_Közösség                    | Dominikai Közösség                        | 69 278      | 754            | 28 985              | 659                          | Roseau                         |
| Dominikai_Köztársaság                 | Dominikai Köztársaság                     | 10 090 000  | 48 442         | 255 898             | 10 738                       | Santo Domingo                  |
| Ecuador                               | Ecuadori Köztársaság                      | 15 752 135  | 283 561        | 1 072 533           | 41 034                       | Quito                          |
| Grenada                               | Grenada                                   | 89 502      | 344            | 27 425              | 2 237                        | Saint George's                 |
| Guatemala                             | Guatemalai Köztársaság                    | 14 700 000  | 108 889        | 114 170             | 14 422                       | Guatemalaváros                 |
| Guyana                                | Guyanai Szövetkezeti Köztársaság          | 759 000     | 214 970        | 137 765             | 50 578                       | Georgetown                     |
| Haiti                                 | Haiti Köztársaság                         | 9 800 000   | 27 750         | 126 760             | 6 683                        | Port-au-Prince                 |
| Honduras                              | Hondurasi Köztársaság                     | 7 793 000   | 112 492        | 249 542             | 68 718                       | Tegucigalpa és Comayagüela     |
| Jamaica                               | Jamaica                                   | 2 735 520   | 10 991         | 258 137             | 9 802                        | Kingston                       |
| Kolumbia                              | Kolumbiai Köztársaság                     | 46 256 937  | 1 141 748      | 928 660             | 53 691                       | Bogotá                         |
| Kuba                                  | Kubai Köztársaság                         | 11 242 621  | 110 860        | 350 751             | 61 525                       | Havanna                        |
| Mexikó                                | Mexikói Egyesült Államok                  | 112 322 757 | 1 972 550      | 3 177 593           | 419 102                      | Mexikóváros (Ciudad de México) |
| Nicaragua                             | Nicaraguai Köztársaság                    | 5 465 100   | 129 494        | 123 881             | 70 874                       | Managua                        |
| Panama                                | Panamai Köztársaság                       | 3 505 813   | 78 200         | 335 646             | 53 404                       | Panamaváros                    |
| Paraguay                              | Paraguayi Köztársaság                     | 7 030 917   | 406 752        |                     |                              | Asunción                       |
| Peru                                  | Perui Köztársaság                         | 29 885 340  | 1 285 216      | 906 454             | 82 000                       | Lima                           |
| Saint_Kitts_és_Nevis                  | Saint Christopher és Nevis Államszövetség | 38 950      | 261            | 9 974               | 653                          | Basseterre                     |
| Saint Lucia                           | Saint Lucia                               | 160 145     | 616            | 15 617              | 544                          | Castries                       |
| Saint_Vincent_és_a_Grenadine-szigetek | Saint Vincent és a Grenadine-szigetek     | 104 000     | 389            | 36 302              | 1 561                        | Kingstown                      |
| El_Salvador                           | Salvadori Köztársaság                     | 5 744 113   | 20 742         | 90 962              | 16 852                       | San Salvador                   |
| Suriname                              | Surinamei Köztársaság                     | 526 000     | 163 270        | 127 772             | 53 631                       | Paramaribo                     |
| Trinidad_és_Tobago                    | Trinidad és Tobago Köztársaság            | 1 299 953   | 5 128          | 74 199              | 25 284                       | Port of Spain                  |
| Uruguay                               | Uruguayi Keleti Köztársaság               | 3 424 595   | 176 215        | 142 166             | 75 327                       | Montevideo                     |
| Venezuela                             | Venezuelai Bolivári Köztársaság           | 29 102 382  | 916 445        | 860 000             | 98 500                       | Caracas                        |
|                                       | Összesen                                  | 583 717 872 | 20 454 918 km² | 19 329 457 km²      | 3 245 315 km²                |                                |

## Gazdaság

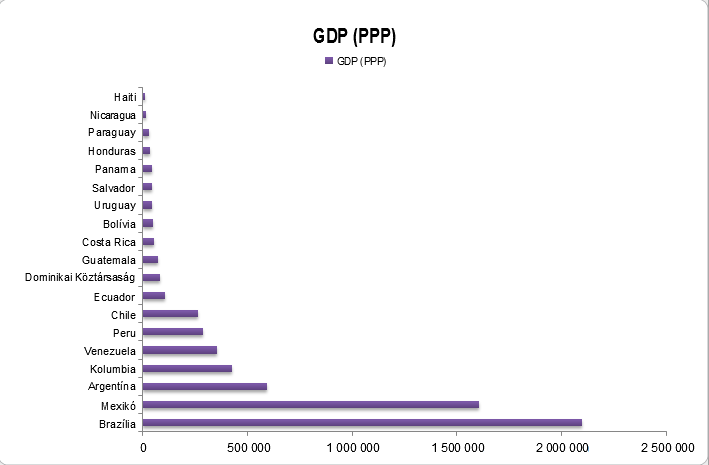
A Nemzetközi Valutaalap által becsült GDP 2011-ben (millió USD)

Jelenleg a latin-amerikai gazdaságban a nagy belső piacnak, a kereskedelmi javak (commodities) exportjának továbbá a javak és szolgáltatások fúziójának köszönhetően nagy növekedés tapasztalható, ami az egész régióban fokozza majd a latin-amerikaiak fogyasztását és ezáltal országai többségében az életminőséget is. Ugyanakkor le kell még küzdeni a régió lakosságának 30%-át érintő szegénységet.
A közel 7 billió dolláros GDP-ből eredő vásárlóereje révén (ebbe beleszámítva az új területeket is) a világszínvonal 3. helyén álló nagyhatalom, továbbá a világ legnagyobb élelmiszer és 3. energia termelője.
Az utóbbi években nagy előrelépéseket tettek politikai, gazdasági és szociális szinten, ez pedig gyakorlatilag mindegyik országban fejlődést hozott magával.
Más régiókkal összevetve a hitelképesség kisebb (30%), ugyanakkor a bankrendszer stabil, a viszonylag kis bankok jó tőkeerővel rendelkeznek.
Latin-Amerika legnagyobb gazdasága Brazília 2 293 billió dolláros GDP-vel (2011). Világszinten a 7. helyet foglalja el. Részét képezi a BRICS (Brazília, Oroszország, India, Kína és Dél-Afrika) tézisnek, mely szerint 2050-re Brazília nominális GDP-je eléri a 11 366 billió dollárt, az egy főre jutó GDP pedig a 49 759 dollárt, és az Egyesült Államokkal együtt a világ öt legnagyobb gazdasági hatalma között lesz.
A második regionális gazdaság Mexikó, 1 658 billió dolláros GDP-vel (2011). Mexikó a világrangsorban a 11. helyen áll és noha nem sorolták a BRICS országok közé, várható, hogy 2050-re a nominális GDP-je eléri a 9 340 billió dollárt (Brazília mögött), az egy főre jutó GDP pedig a 6 349 dollárt évente.
A régió harmadik helyezettje Argentína, 688 milliárd dolláros GDP-vel 22. a világranglistán. Brazíliával és Mexikóval együtt tagja a világ legiparosodottabb és legfejlettebb országait tömörítő G20 szervezetnek. A világ egyik fő élelmiszer exportálója. A régió fő szoftver előállítója.
Az IMF szerint Latin-Amerika negyedik gazdasága Kolumbia 460 milliárd dolláros GDP-vel. 2002 óta átlagban 5,5%-os a növekedés üteme. Tagja a CIVETS államoknak (Kolumbia, Indonézia, Vietnám, Egyiptom, Törökország, Dél-afrikai Köztársaság angol nevéből alkotott betűszó). A dél-amerikai régió sikergazdaságának tekintik, egyrészt a tartósan magas gazdasági növekedés, másrészt a 2008-as gazdasági válsággal szemben mutatott jó reakciói miatt. Különböző források szerint a kolumbiai gazdaság éves növekedési üteme eléri a 6%-ot. Fő exportcikke a kőolaj, amelyből 1 506 millió hordó a becsült készlete, ezt részben az Ecopetrol (14%), részben
anonim társaságok termelik ki.
Venezueláé a régió ötödik gazdasága 345 milliárd dolláros GDP-vel (2011). A világ legnagyobb kőolaj és földgáz tartalékaival rendelkezik. 2012-re 5%-os növekedést jósolnak.
A leggyorsabban Peruban nő a gazdaság, átlagosan évi 7,5%-kal, ami az IMF szerint 2012-re elérheti a 9 vagy 10%-ot is. A GDP 299 648 millió dollár (2011).
A Nemzetközi Valutaalap adatai szerint a térségben az egy főre eső GDP 8 952,55 dollár, míg Chilében 15 260,712 addig Haitin 1 370,202 dollár. Az emberi fejlettségi indexet tekintve a régió országai 2010-ben a vizsgált 158 országból a 45. (Chile) és a 145. (Haiti) helyek között szerepeltek, azóta ez a rangsor változott.

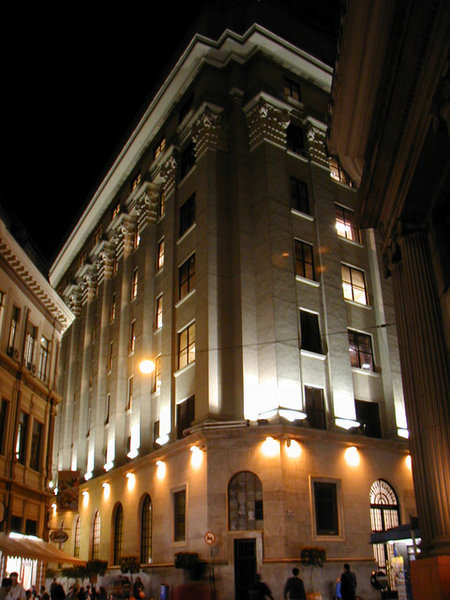
Latin-Amerika legnagyobb tőzsdéjének, a São Paulo-i Értéktőzsdének (BOVESPA) a székháza São Paulóban

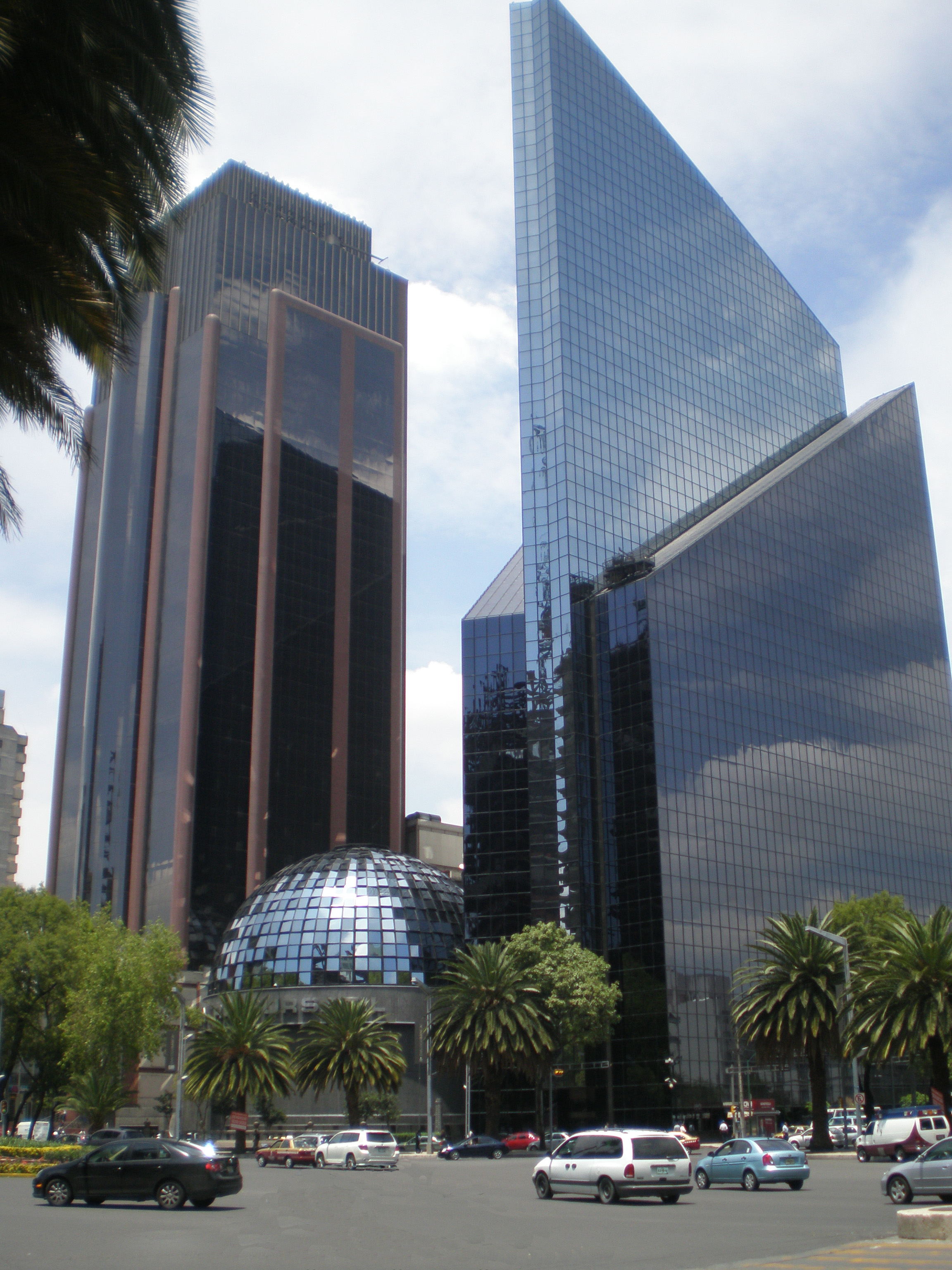
Latin-Amerika második legnagyobb tőzsdéjének, a Mexikói Értéktőzsdének az épülete

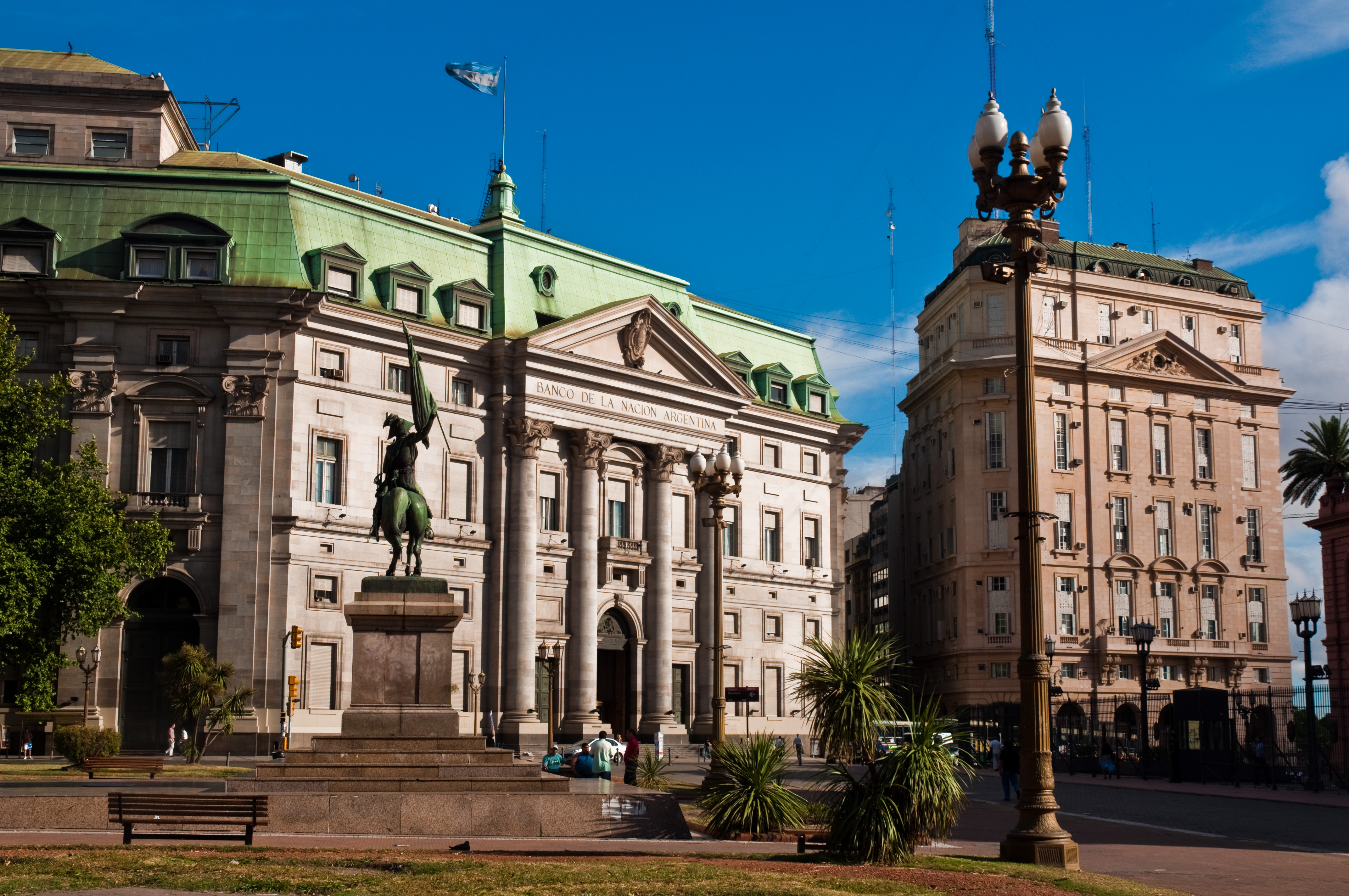
Az Argentin Nemzeti Bank

Az Egyesült Államokban és Európában kirobbant gazdasági válság 2008 végén sújtott le Latin-Amerikában, a világkereskedelem és a tőkebeáramlás megcsappanása után. A régió gazdasága 2009-ben 1,9%-ot zsugorodott, majd 2010-ben 4,9%-os emelkedést mutatott és a világ egyik leggyorsabban növekvő régiója lett. Ezen túlmenően, különböző multilaterális szervezetek közel 90 000 millió dollárt fektettek be 2009 és 2010 között; a Világbank 35 600 millió dollárt, az IDB 29 500 milliót, a CAF 20 000 milliót, a BCIE 4 200 milliót és a CDB 500 millió dollárt. A multilaterális szervezetek infrastrukturális fejlesztéseket, szociális programokat és kereskedelmi hiteleket finanszíroznak azon túlmenően, hogy fenntartják a bankok likviditását.

### Triumvirátus vagy trojka
Az ideiglenes (pro tempore) elnökség tisztjét mindig egy triumvirátus vagy trojka tölti be, amelynek tagjai: a pro tempore elnöknek kinevezett állam, továbbá az ezt a szerepet betöltő előző és következő állam. A triumvirátus vagy trojka automatikusan hivatalba lép abban a pillanatban, amikor megválasztják a soron következő CELAC tagországot az ideiglenes elnökség betöltésére.

### Gazdasági integráció
A régió legnagyobb kereskedelmi tömbje vagy nemzetközi egyezménye, a MERCOSUR-ból és az Andoki Közösségből létrejött
UNASUR arra törekszik, hogy kontinentális szinten integrálja a gazdaságot a Latin-amerikai Integrációs Társulás (ALADI) és a SELA államain keresztül. Mexikó az Egyesült Államokkal és Kanadával része az Észak-amerikai Szabadkereskedelmi Egyezménynek (TLCAN). Costa Rica, El Salvador, Guatemala, Honduras, Nicaragua és a Dominikai Köztársaság is kötött érvényben lévő szabad kereskedelmi szerződést külön az Egyesült Államokkal (DR-CAFTA) és külön szerződéseket Kanadával és Mexikóval a CARICOM révén. Bolívia, Kuba, Ecuador, Nicaragua és Venezuela is képez egy különálló blokkot, ez az ALBA-TCP. Dél-Amerikában nagy súlya van a MERCOSUR-nak; tagjai Argentína, Brazília, Paraguay, Uruguay és Venezuela, továbbá társult országok Chile, Kolumbia, Ecuador és Peru. A kontinens déli részén Bolívia, Kolumbia, Ecuador és Peru képezi az Andoki Közösséget, amelynek társult tagjai a szomszédos országok. Végül pedig pedig Chile, Kolumbia, Mexikó és Peru alkotja a Csendes-óceáni Szövetséget, amely mélyíti az integrációt a tagországok között, és igyekszik meghódítani az ázsiai piacot.
Kontinentális kereteken túl Argentína, Brazília és Mexikó az a három ország, amely tagja a G20 csoportnak; emellett Chile, Mexikó és Peru tagja az APEC-nek. Végül egyedül Chile és Mexikó az a két ország, amely része az OECD-nek.

## Találkozók és csúcstalálkozók

### 2010 - Az első CELAC találkozó Mexikóban
2010-ben a mexikói csúcson a latin-amerikai és karibi országok integrációjának elmélyítését tűzték ki célul a „szolidaritás, együttműködés, kölcsönös segítségnyújtás és összehangolt politikai fellépés” jegyében.

### 2011 - I. CELAC Csúcstalálkozó Venezuelában

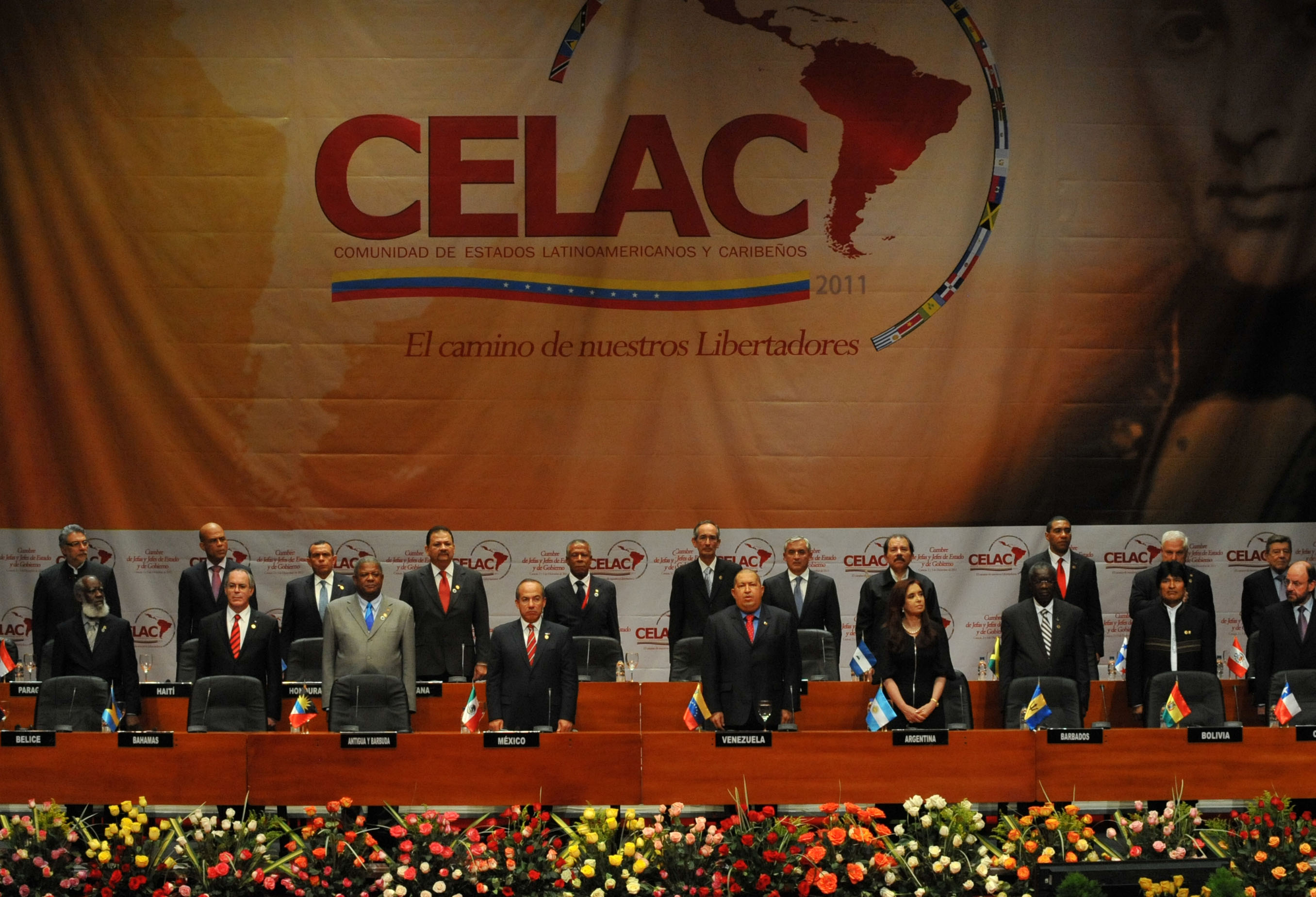
A CELAC nemzeteinek képviselői a caracasi Teresa Carreño Színházban 2011-ben a szervezet első csúcstalálkozójának megnyitóján

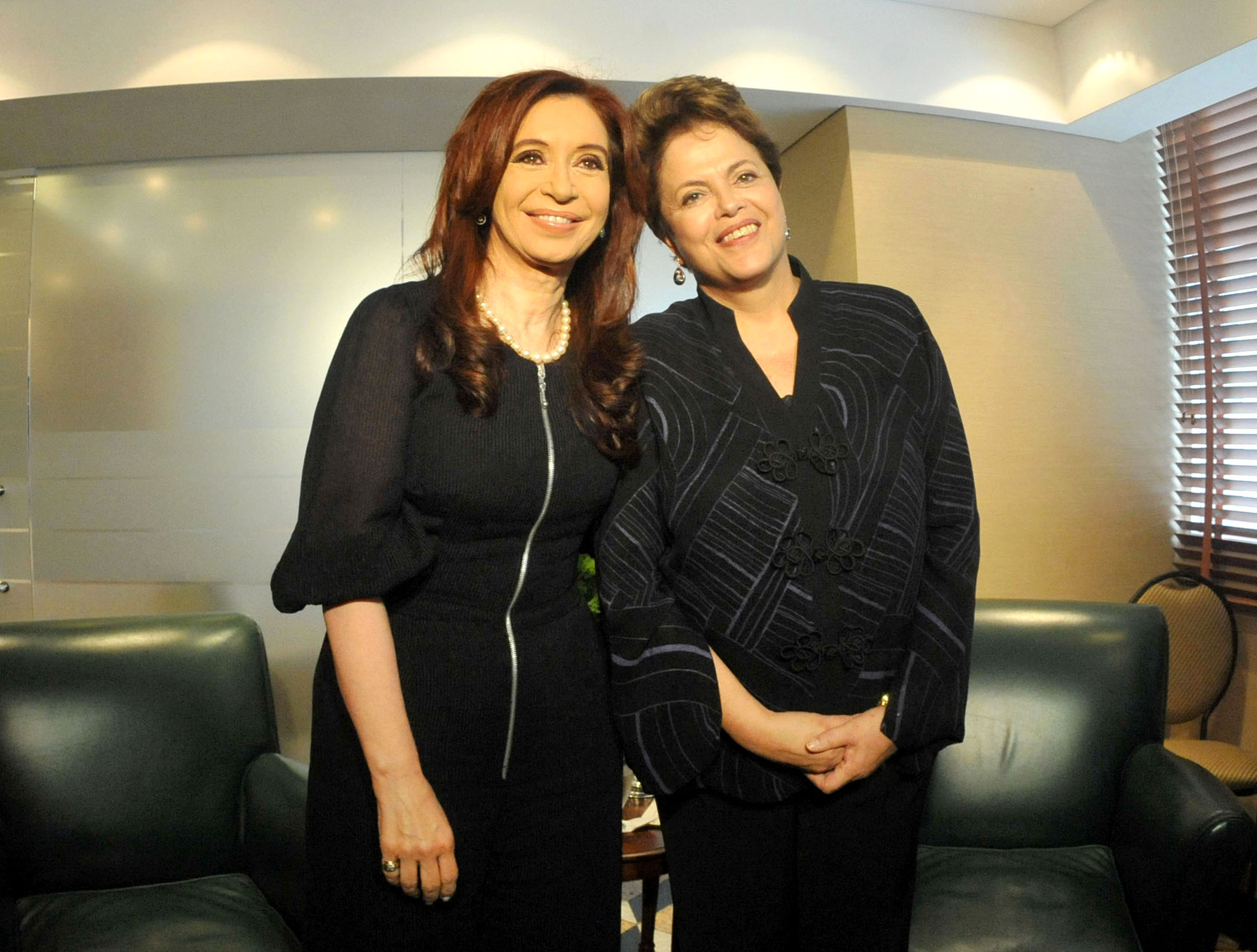
Cristina Kirchner és Dilma Rousseff, Dél-Amerika két legnagyobb gazdaságának a képviselői

2011. december 2. és 3. napján került sor Venezuela fővárosában, Caracasban az I. CELAC Csúcstalálkozóra, amelyen a latin-amerikai és karibi régió 33 országának elnökei és képviselői részvételével hivatalosan és véglegesen megalakult a szövetség. A csúcson részt vevő meghatalmazottak reményüknek adtak hangot, hogy a CELAC megalakulása elősegíti, hogy a latinamerikai országok kikerüljenek az Egyesült államok és Európa hagyományos gyámsága alól, és továbblépést tesz lehetővé népeik együttműködésének, konfliktusaik megoldásának és gazdasági fejlődésük támogatásának terén. A caracasi csúcson fogalmazzák meg azt az igényt, hogy az angolszász észak-amerikai országok, vagyis az Egyesült Államok és Kanada kizárásával létrejött új szervezet vigye tovább a Riói csoport által kezdeményezett alakuló folyamatot. A következő találkozóra 2013-ban Chilében kerül majd sor.

### 2013 - I. EU-CELAC Üzleti Csúcs Chilében
A korábbi Latin-Amerikai és Karibi Csúcson (EU-LAC) a résztvevők megállapodtak, hogy az Európai Unióval folytatott megbeszéléseken a latin-amerikai és karibi térség országait mint közösséget a CELAC képviseli. A IV. EU-LAC csúcstalálkozóra, más néven az I. EU-CELAC Cúcsra, 2013 januárjában Santiago de Chilében kerül sor.
| Csúcs          | Év   | Város    | Ország |
| -------------- | ---- | -------- | ------ |
| I. CELAC csúcs | 2011 | Caracas  | VEN    |
| EU-CELAC csúcs | 2013 | Santiago | CHI    |

## Latin-Amerika és a Karib-térség tíz legnépesebb városa
| Ssz. | Metropolisz az agglomerációval                          | Ország | Népesség az ENSZ szerint | Népesség az utolsó hivatalos népszámlálás szerint | Forrás                                                                                 | Kép |
| ---- | ------------------------------------------------------- | ------ | ------------------------ | ------------------------------------------------- | -------------------------------------------------------------------------------------- | --- |
| 1    | Mexikóváros (Zona Metropolitana)                        | MEX    | 20 446 000               | 20 137 152                                        | Censo de Población y Vivienda 2010                                                     |     |
| 2    | São Paulo (Região Metropolitana de São Paulo)           | BRA    | 19 924 000               | 19 672 582                                        | Delimitaciones de zonas metropolitanas de Brasil al 8 de junio de 1973 Censo IBGE 2010 |     |
| 3    | Buenos Aires (Gran Buenos Aires)                        | ARG    | 13 528 000               | 12 801 364                                        | Censo 2010                                                                             |     |
| 4    | Rio de Janeiro (Região Metropolitana do Rio de Janeiro) | BRA    | 11 960 000               | 10 977 035                                        | Censo IBGE 2010                                                                        |     |
| 5    | Lima (Lima Metropolitana)                               | PER    | 8 950 000                | 8 472 935                                         | Censo 2007 Archiválva 2008. október 10-i dátummal a Wayback Machine-ben                |     |
| 6    | Bogotá, D.C (Área metropolitana de Bogotá)              | COL    | 8 743 000                | 7 961 254                                         | DANE Censos                                                                            |     |
| 7    | Santiago                                                | CHI    | 6 034 000                | 6 428 590                                         | INE censo 2012                                                                         |     |
| 8    | Caracas (Gran Caracas)                                  | VEN    | 6 500 000                | 6 410 000                                         |                                                                                        |     |
| 9    | Belo Horizonte (Região Metropolitana de Belo Horizonte) | BRA    | 5 487 000                | 5 031 438                                         | Est IGBE 2008                                                                          |     |
| 10   | Guadalajara (Zona Metropolitana de Guadalajara)         | MEX    | 4 525 000                | 4 434 252                                         | Censo de Población y Vivienda 2010                                                     |     |

## Fordítás
- Ez a szócikk részben vagy egészben  a   Comunidad_de_Estados_Latinoamericanos_y_Caribeños című spanyol Wikipédia-szócikk ezen változatának fordításán alapul.  Az eredeti cikk szerkesztőit annak laptörténete sorolja fel. Ez a jelzés csupán a megfogalmazás eredetét és a szerzői jogokat jelzi, nem szolgál a cikkben szereplő információk forrásmegjelöléseként.